# コルカタ大学
コルカタ大学又はカルカッタ大学（ベンガル語: কলকাতা বিশ্ববিদ্যালয়, 英語: The University of Calcutta, CU）は、インドの西ベンガル州にある公立総合大学。創立は1857年1月24日。インド国内の大学格付け機関や国立単位認定評議会により、「五つ星大学」「将来有望な人材の集まるところ」として認知されている。卒業生の中から、4人のノーベル賞受賞者（ロナルド・ロス、タゴール、C. V. ラーマン、アマルティア・セン）を輩出した。コルカタ大学は、インドの政府奨学金の取得適格の有無を調べるための試験に合格した学生の数が最も多い大学である。

## 標語と校章

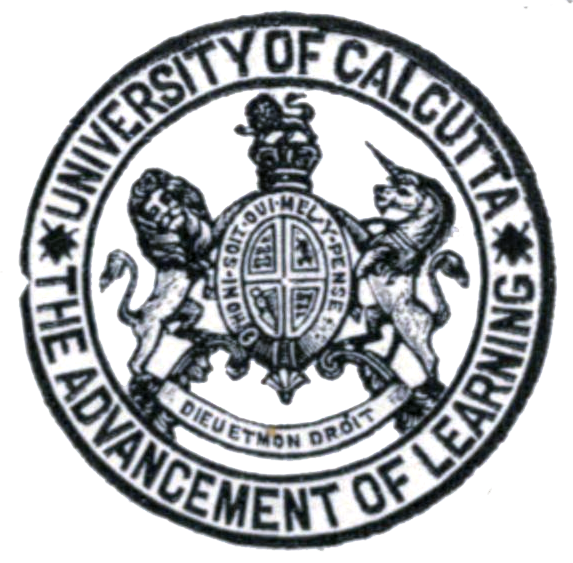
二代目校章

コルカタ大学の標語（モットー）は、Advancement of Learning すなわち、「学問の振興」である。校章は、コルカタ大学の160年にも及ぶ長い歴史の中で、6回ほど変更されており、2017年現在使用しているもので七代目である。Advancement of Learning の標語は、どの校章にも必ず入れられている。標語により囲繞される図像は、初代校章においては、両隣に獅子が立つもの（ライオン・ランパント）であって、イギリス東インド会社の社章と同じであったが、数ヶ月のうちに向かって右に一角獣が立つものに変更された。この二代目のものはイギリス領インド帝国の紋章と同じである。1857年の「大反乱」の事後処理において、東インド会社は解散させられ、イギリスはインドの直接統治を開始した。1930年に一度、インドの国章に類似する3頭の象のものに変更されたが、その後すぐに、ハスの花を図像化したものに変更された。以後、図像に微細な変更はありながらも、ハスの花に標語を組み合わせた標章が校章であり続けている。

## 歴史

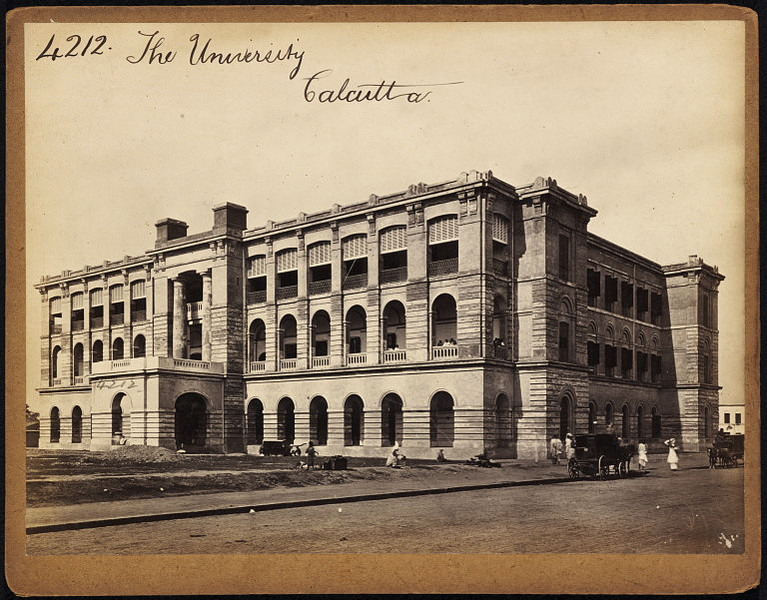
1850s-1870s に撮影された校舎

### 設立
1854年7月、イギリス東インド会社の理事会は本国に特使を派遣して、カルカッタ、ボンベイ、マドラスにそれぞれ高等教育機関を設立するよう進言した。これを受けて1857年1月24日に、カルカッタ大学法（the Calcutta University Act）が施行され、大学の意思決定に関わる理事、41名が定められた。カルカッタ大学法施行日がコルコタ大学設立の日とされている。
大学設立のための用地（catchment area）は、ビハール地方随一の大ザミーンダールであった、ダルバンガー藩王マハラジャ・マヘシュワル・シング・バハードゥルが寄贈した。この敷地面積は、西はラーホール、東はラングーン、南はセイロンに至るイギリス領インド帝国の版図において最大であった。また、大学の校舎の建築は、ヴィクトリア朝建築の中心的な建築家、Walter L. B. Granville (1819-1874) により設計された。
初代学長にはインド総督チャールズ・カニングが、副学長にはインド政庁の最高裁主席判事ジェイムズ・ウィリアム・コルヴィルが就いた。1858年に初めての卒業生 Joddu Nath Bose と Bankim Chandra Chattopadhyay を輩出した。1858年1月30日にカルカッタ大学理事会が機能し始めた。ただし、設立して間もない頃のカルカッタ大学は、単に試験を行い、学位を認定する機能のみで、教育を行う機能までもは備えていなかったと指摘されている。
コルカタ大学図書館は、大学が学位認定のみならず、教育も実施し始めるに至って、その必要性が増し、一人の篤志家の出資がきっかけとなって、ようやく設立を見た。ウッタルパラ（Uttarpara）のザミーンダール、バブ・ジャイクリシュナ・ムヘルジー（Babu Jaykrishna Mukherjee, 1808–1888）は、社会運動家でもあり、1859年に私設図書館（ウッタルパラ図書館）を設立した。さらに1869年には、5000ルピーを出してカルカッタ大学の隣に小規模な図書室を設けた。10年以内に、出資金は積みあがり、コルカタ大学図書館は独立した建物を得た。
コルカタ大学は、開学当初、ロンドン大学をモデルにして設立されたが、次第に独自の教育を行うようになり、学究分野も集まる人材も、多様化した。

### ベンガル・ルネサンス

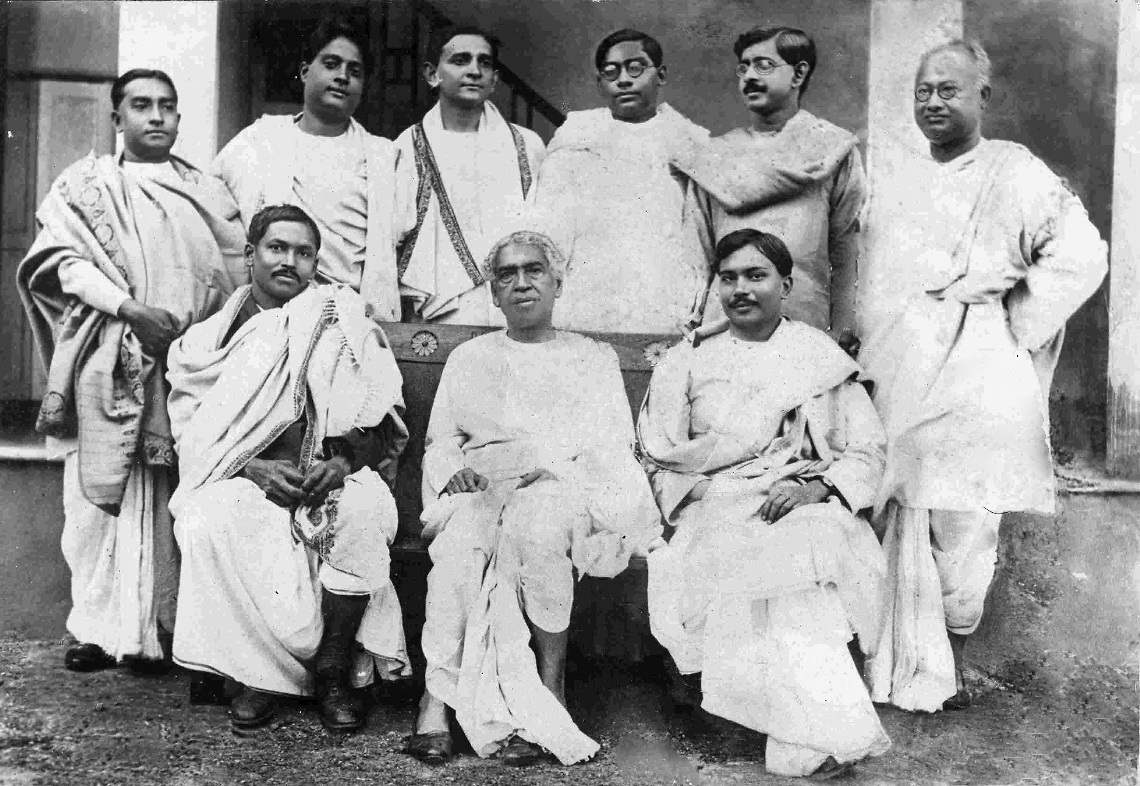
前列左からメーグナード・サーハー、ジャガディッシュ・チャンドラ・ボース、ジナン・チャンドラ・ボース。後列左から一人置いてサティエンドラ・ボース、デベンドラ・モハン・ボース、一人置いてジナネンドラ・ナート・ムヘルジー。

コルカタ大学は、19世紀末から20世紀前半にかけて、「ベンガル・ルネサンス」という文化運動、社会改革運動の中心を担った人材を数多く輩出し、もしくは、そのような人材の集う結節点となった。
ベンガル・ルネサンスの中心人物の一人、アシュトシュ・ムヘルジーは、15歳でコルカタ大学に入学して数学を専攻した後、科学、文学、言論の分野で活躍したポリマスである。ムヘルジーは後に、2年任期のコルカタ大学副学長を4期続けて (1906–1914) 経験し、その後にもう一度就任した (1921–23)。また、小説家、随筆家のバンキム・チャンドラ・チャートパーディヤーエは、1858年にコルカタ大学を卒業した1期生である。
1882年に卒業した2人の卒業生カダンビニ・ガングリとチャンドラムヒー・ボースは、インドではじめて大学を卒業した女性である。1890年に副学長に就任した Gooroodas Banerjee 名誉判事は、インド人としては始めての学長又は副学長経験者である。
カルカッタ（コルコタ）大学は、4人のノーベル賞受賞者（ロナルド・ロス、タゴール、C. V. ラーマン、アマルティア・セン）も輩出している。

## キャンパス

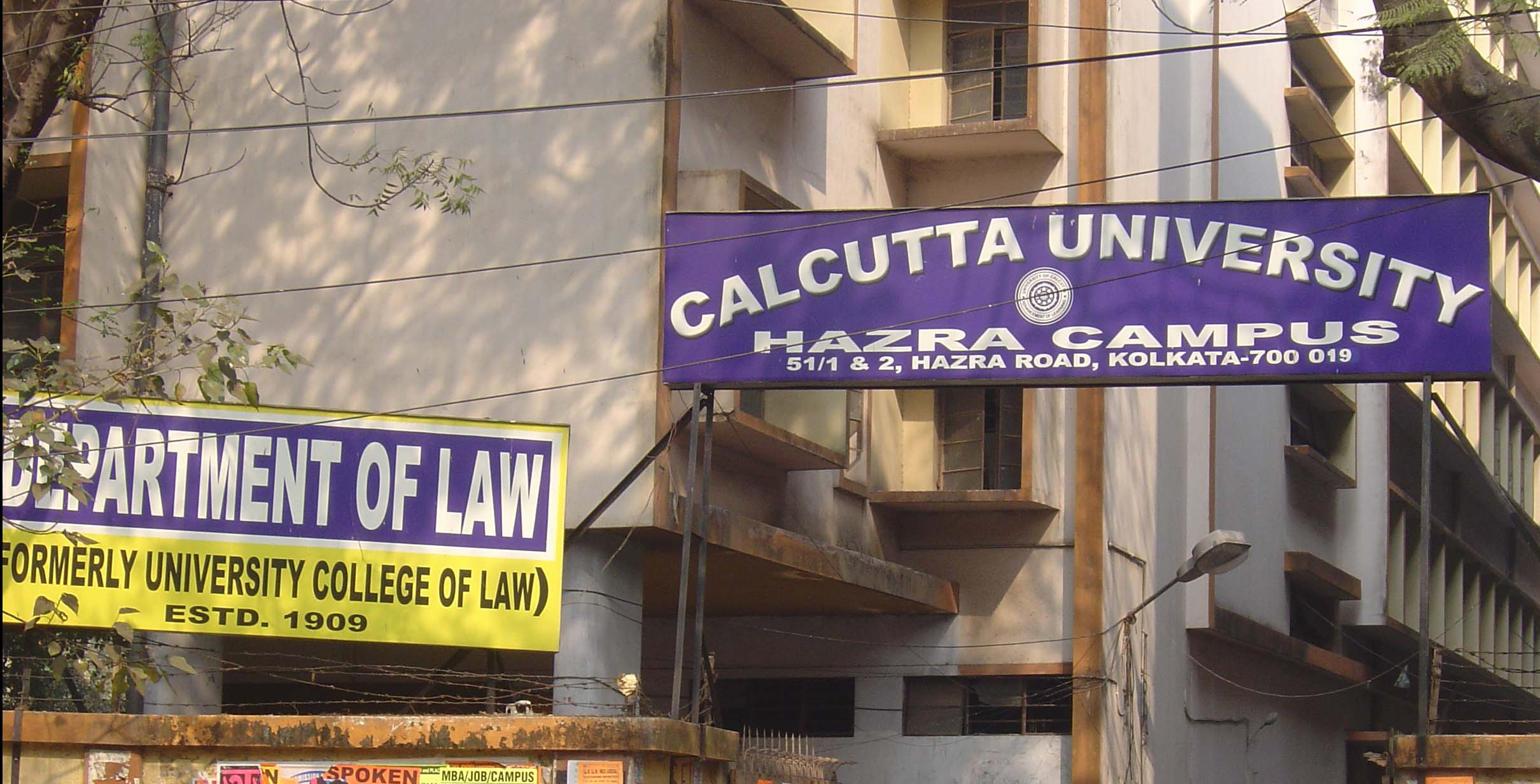
法学部のあるハズラ・キャンパス。1909年設立。

コルコタ大学は、コルコタ市内及びその周辺に14箇所のキャンパスを持つ。その中で中心になるのは、「大学通りキャンパス」の名で親しまれる Asutosh Siksha Prangan と、ラージャバーザールにある Rashbehari Siksha Prangan と、バリグンジ にある Taraknath Palit Shiksha Prangan と、アリポルにある Sahid Khudiram Siksha Prangan である。大学通りキャンパスには、コルコタ大学の運営に携わる管理部門のほか、他言語の語学教室や大学図書館などもある。
その他にも、バラックポル・トラック通りには経済学部の、ハズラ通りには法学部のキャンパスや大学出版局の敷地がある。また、ダクリア湖には大学の漕艇クラブが、マイダンには、クリケットのできるグラウンド等がある。

## 学部と学科
コルカタ大学は、8学部65学科を組織している。8学部は以下のものである。
1. 科学（science、日本の理学部に相当する[12]）
2. 農学（agriculture）
3. 工学（engineering and technology）
4. 法学（law）
5. 教養（arts、文学や哲学など人文科学系の学問と、経済学や政治学など社会科学系の学問を含む[12]）
6. 商学、社会福祉、経営学（commerce, social welfare and business management）
7. 教育学、報道、図書館学（education, journalism and library science）
8. 芸術、音楽、家政学（fine arts, music and home science）